# Petar Rajič
Petar Antun Rajič más conocido como Petar Rajič (n. Toronto, Ontario, Canadá, 12 de junio de 1959) es un obispo católico y diplomático canadiense de ascendencia bosniocroata. Entre 2009 y 2015 ha sido Nuncio Apostólico en Kuwait, Baréin, Catar, Yemen y los Emiratos Árabes Unidos, así como Delegado Apostólico en la Península arábiga. El Papa Francisco lo nombró  Nuncio en Angola y Santo Tomé y Príncipe el 11 de marzo de 2024.

## Primeros años
Nació el 12 de junio de 1959, en la ciudad de Toronto. Sus padres son inmigrantes croatas de Bosnia-Herzegovina.
Cuando era joven descubrió su vocación religiosa y por lo tanto comenzó a realizar sus estudios eclesiásticos. Fue ordenado diácono el 30 de noviembre de 1986, para la Diócesis de Mostar-Tomislavgrad (Bosnia y Herzegovina) por el Arzobispo Metropolitano de Sarajevo "Monseñor" Marko Jozinović(†).
Y finalmente el día 29 de junio del año siguiente, fue ordenado sacerdote, por el obispo de esta misma diócesis "Monseñor" Pavao Žanić(†).
Tras su ordenación, además de ejercer su ministerio pastoral, comenzó ha asistir a clases en la Universidad de Toronto (U de T).
Pocos años más tarde, en 1991 se trasladó hacia Roma (Italia), para estudiar en la Pontificia Universidad Lateranense
y luego Diplomacia en la Academia Pontificia Eclesiástica. 

## Carrera diplomática
Una vez terminados sus estudios universitarios, el 1 de julio de 1993 entró ha trabajar dentro del Servicio Diplomático de la Santa Sede, siendo enviado a trabajar durante unos años a las Nunciaturas Apostólicas en Irán y Letonia.
Posteriormente pasó a ejercer en la Sección de Asuntos Generales de la Secretaria de Estado de la Santa Sede.
El día 1 de julio de 1994 recibió el título honorífico de Prelado de honor de Su Santidad y años más tarde, el 5 de febrero de 2007 recibió el de Comendador de la Orden al Mérito de la República Italiana, que se le fue otorgado a manos del Presidente de la República Giorgio Napolitano y a propuesta del Consejo de Ministros de Italia.

## Episcopado

### Nuncio apostólico en Kuwait, Baréin y Catar; Delegado apostólico en la Península arábiga
El 2 de enero de 2009, Su Santidad el Papa Benedicto XVI le nombró 1° Arzobispo titular de la Sede de Sarsenterum, Nuncio Apostólico en Kuwait, Baréin, Catar y Delegado Apostólico en la Península arábiga. Además de su escudo, como lema se puso la frase "Christus dominus nos liberavit" (en latín).
Recibió la consagración episcopal el 23 de enero de ese mismo mes, a manos del entonces Secretario de Estado de la Santa Sede el Cardenal "Monseñor" Tarcisio Bertone S.D.B. actuando como consagrante principal.
Y como co-consagrantes tuvo al Cardenal-Arzobispo Metropolitano de Sarajevo "Monseñor" Vinko Puljić y al Obispo de Mostar-Tomislavgrad "Monseñor" Ratko Perić.
Así mismo, el 27 de marzo de 2010, también se le asignó las Representaciones Pontificias en Yemen y los Emiratos Árabes Unidos.
Cabe destacar que en la ciudad-capital Manama (Baréin), el 31 de mayo de 2014, se encargó de presidir la ceremonia de bendición de la primera piedra puesta en la futura Catedral de Nuestra Señora de Arabia, que estará destinada a convertirse en la nueva sede del Vicariato apostólico de Arabia del Norte.

### Nuncio apostólico en Angola y Santo Tomé y Príncipe
Desde el día 15 de junio de 2015, tras haber sido nombrado por el Papa Francisco, es el Nuncio Apostólico en Angola y Santo Tomé y Príncipe.

### Nuncio apostólico en Lituania, Letonia y Estonia
El 15 de junio de 2019, el papa Francisco le nombró nuncio apostólico en Lituania, Estonia y Letonia.

### Nuncio apostólico en Italia y San Marino
El 11 de marzo de 2024, el papa Francisco lo nombró nuncio apostólico en Italia y en la República de San Marino, como sucesor del cardenal suizo Emil Paul Tscherrig.

## Condecoraciones
| Título                                                    | Fecha                | Otorgado por                   |
| --------------------------------------------------------- | -------------------- | ------------------------------ |
| Prelado de honor de Su Santidad                           | 1 de julio de 1994   | Papa. Juan Pablo II            |
| Comendador de la Orden al Mérito de la República Italiana | 5 de febrero de 2007 | Presidente. Giorgio Napolitano |